# Desmophyllum pertusum
Vous lisez un « bon article » labellisé en 2011.
Espèce
Statut CITES
Desmophyllum pertusum, longtemps appelée Lophelia pertusa, est une espèce de coraux scléractiniaires de la famille des Caryophylliidae. Il s'agit de la plus répandue des espèces de corail d'eau froide formant des récifs, présente dans la plupart des mers et océans du monde, mais surtout dans l'Atlantique nord-est et tout particulièrement le long de la côte norvégienne. Il vit à des profondeurs variant de 39 à plus de 3 600 m, et à des températures oscillant préférentiellement entre 6 et 8 °C.
Bien que l'espèce soit connue depuis plusieurs siècles, elle ne commença à être véritablement étudiée que très récemment, du fait des difficultés liées à l'exploration à de telles profondeurs. De ce fait, beaucoup de points concernant sa biologie et son écologie sont encore inconnus. L'espèce est un polype ne vivant pas en symbiose avec une algue photosynthétique, contrairement aux coraux tropicaux, et dépendant donc des apports de nourriture transportés par les courants sous-marins ou d'autres symbioses (démontrée pour le ver Eunice norvegica). Ces polypes forment des colonies qui constituent des récifs, grâce au squelette d'aragonite que les polypes produisent. Ces récifs constituent une structure tridimensionnelle complexe et donc un milieu de vie très favorable pour un grand nombre d'espèces, concentrant une des biodiversités les plus importantes des océans tempérés.
Ces récifs sont très menacés par l'homme en particulier par le chalutage profond, qui les détruit ou endommage. Depuis les années 1990 et 2000, la conscience de ces dégâts et de leurs implications sur la biodiversité marine a grandi et de nombreuses mesures de protection commencent à être prises.

## Description

### Polypes
Comme pour tous les coraux, les récifs de Desmophyllum pertusum ne sont pas un individu mais des colonies pouvant compter plusieurs milliers de polypes. L'anatomie des polypes est relativement typique des coraux. La forme globale du polype est un cylindre, s'élargissant dans la partie orale (stomodeum), elle-même prolongée par plusieurs tentacules. Deux couches monocellulaires, épiderme et gastroderme, forment la membrane du polype tandis que l'intérieur est constitué de mésoglée, avec quelques cellules interstitielles. Le long de l'axe stomodeum-coelentéron se trouve le mésentère. La partie la plus interne du mésentère ainsi que la zone près de la bouche possèdent de nombreux cils, avec cnidocytes et cellules sécrétrices aidant à la circulation de l'eau, la capture des proies, la digestion et l'absorption. La frontière entre la mésoglée et le gastroderme est tapissée de fibres musculaires permettant la contraction du corps. Le corps a aussi des muscles contrôlant l'ouverture et la fermeture de la bouche, le mouvement les tentacules et la rétractation du polype. Certaines cellules épidermiques sont spécialisées pour sécréter le squelette calcaire (aragonite). Ce squelette est sécrété à la fois dans la partie intérieure et extérieure, des tissus vivants étant aussi situés à l'extérieur de celui-ci.

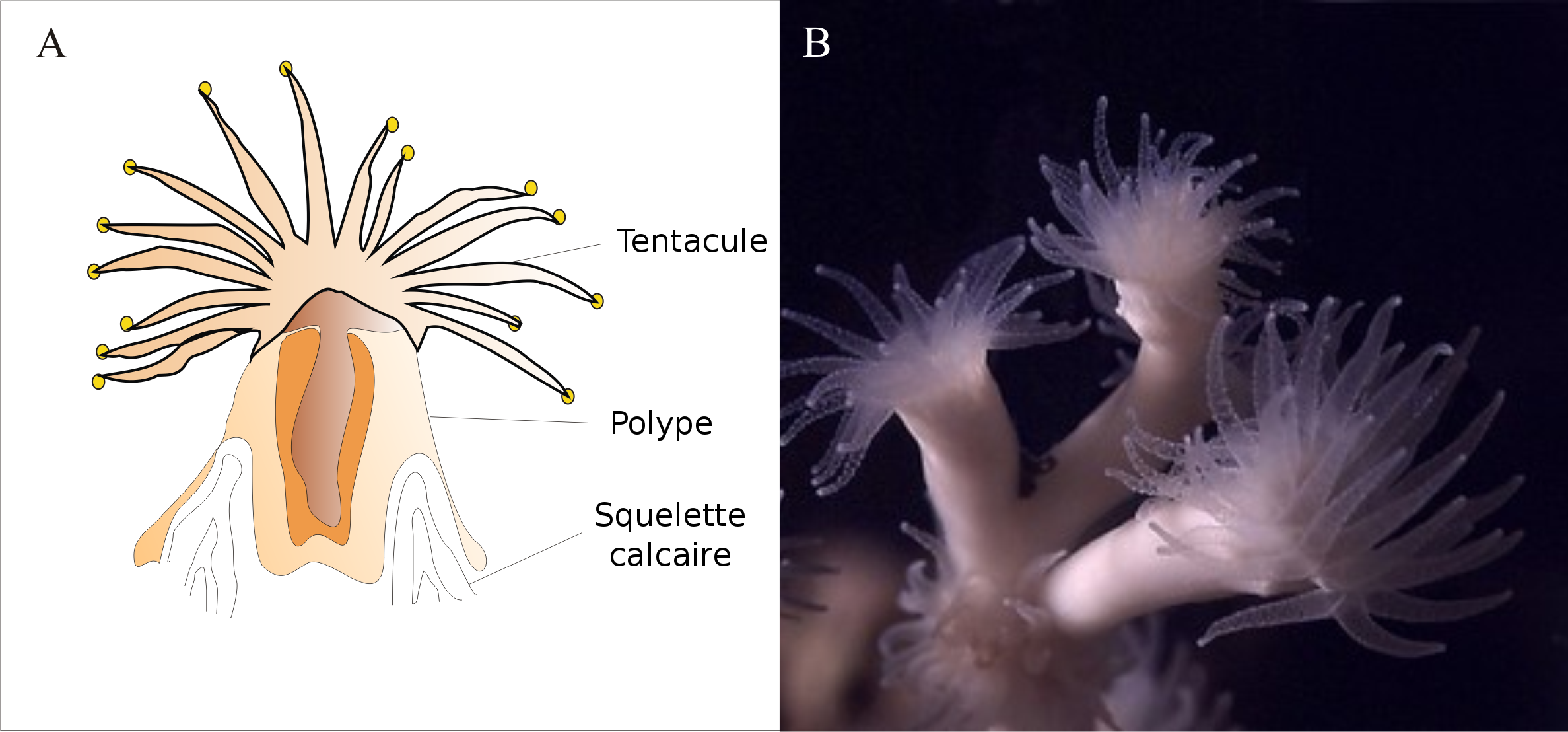
Schéma d'organisation du polype Desmophyllum pertusum.

### Récifs
Les récifs sont constitués de colonies de polypes, disposés en branches ramifiées ce qui leur donne l'apparence d'un buisson. Avec le temps, les branches se rejoignent et leur anastomose fortifie le récif. Les parties inférieures du récif sont souvent des coraux morts, dont seul persiste le squelette calcaire. Les branches des coraux morts vont alors devenir un support pour la sédimentation, et donc créer un véritable récif. Cette zone sera aussi victime de bioérosion, en particulier par des éponges. Finalement, les zones les plus basses du récif verront s'accumuler les débris de coraux.
Contrairement aux récifs tropicaux, les récifs d'eau froide sont généralement constitués par une seule espèce. Les récifs de Desmophyllum pertusum cohabitent cependant parfois avec Madrepora oculata. La couleur typique des récifs est blanc, même si on trouve aussi des récifs orange et rouge. À Tisler, en Norvège, on trouve une nuance unique de jaune.

## Alimentation
Desmophyllum pertusum, comme tous les coraux d'eau froide, ne possède pas d'algue symbiotique (Zooxanthelle) alors que la plupart de ses homologues tropicaux en possèdent. De ce fait, il dépend de la production primaire en surface des océans puis du transport de ces nutriments vers le fond où il réside. Assez peu de choses sont connues sur l'alimentation de cette espèce ; il semblerait qu'elle se nourrisse principalement de zooplancton, mais elle pourrait aussi probablement se nourrir de phytoplancton, de bactéries, de protozoaires, ainsi que de nutriments de nature détritique et en suspension. Les polypes étant sessiles, ils ont besoin d'importants courants pour leur apporter la nourriture à proximité. Afin de capturer leur proie, les polypes possèdent des tentacules et sont de plus capables de sécréter un poison paralysant, produit dans leur cnidocytes (cellules caractéristiques des cnidaires). Leur efficacité est aussi améliorée grâce à des microtubules collants, agissant comme un filet pour immobiliser leur victime.

## Reproduction

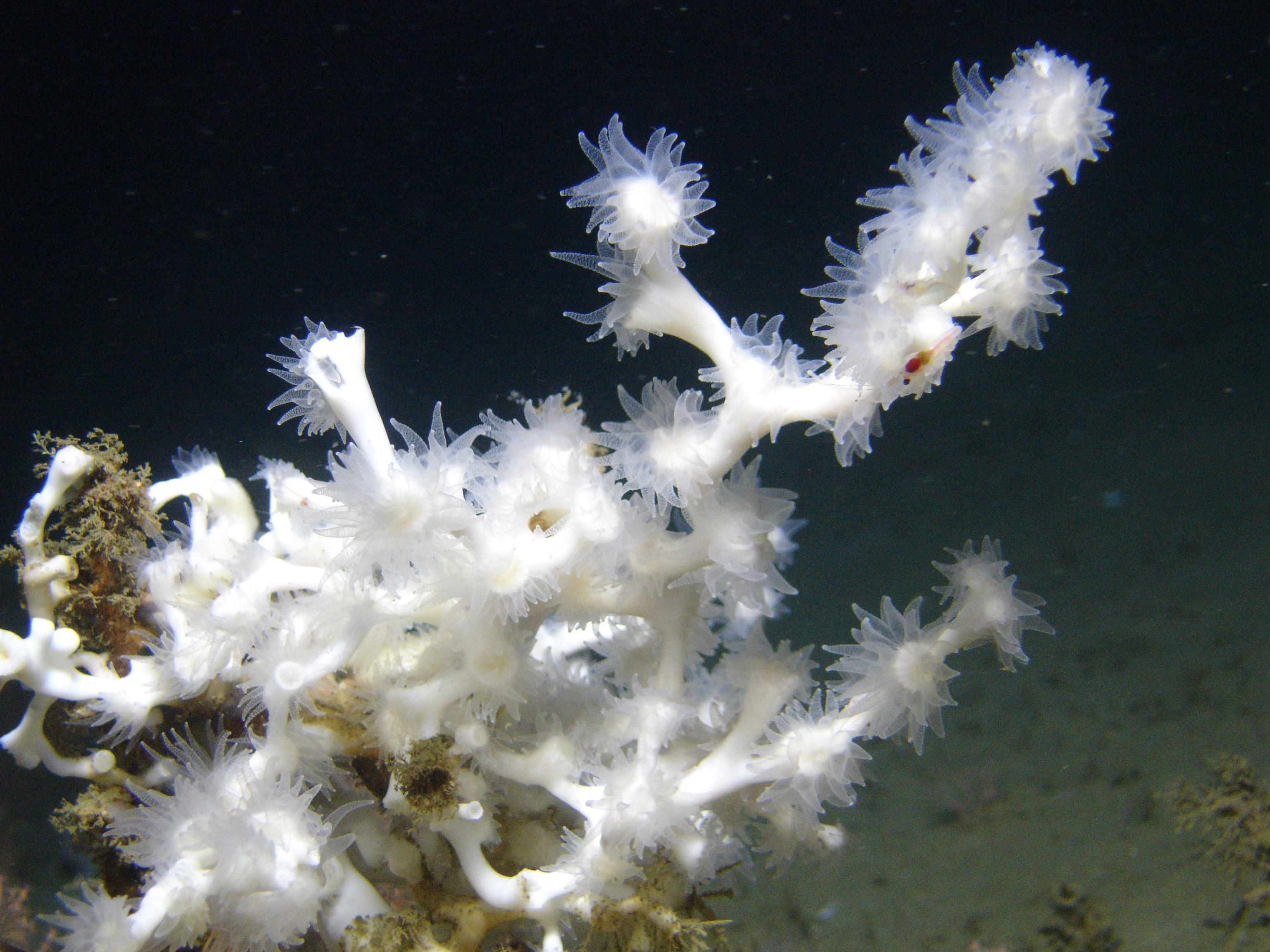
Chaque branche de corail est constitué de clones, se développant sur leurs parents

Desmophyllum pertusum possède deux modes de reproduction : une reproduction sexuée et une reproduction asexuée, cette dernière formant des clones. L'importance de l'une ou l'autre forme de reproduction dépend fortement de la zone étudiée, les récifs des Monticules de Darwin en Écosse par exemple sont principalement des clones. La reproduction asexuée de l'espèce se fait par bourgeonnement des tentacules. Lorsqu'un polype-fils est créé, la vitesse de croissance du polype parent est nettement diminuée. Jusqu'à une vingtaine de générations vivantes peuvent ainsi se succéder. Au rythme d'une génération par an dans des conditions idéales, l'espérance de vie des polypes a pu être estimée à 20 ans. Au total, la vitesse de croissance des récifs est de 4 à 25 mm/an, ce qui est très nettement inférieur à celle des coraux tropicaux (100 à 200 mm/an).
Desmophyllum pertusum est une espèce gonochorique, même si les polypes ne présentent pas de dimorphisme sexuel. La production de gamètes se fait dans le mésentère. La stratégie reproductive de l'espèce consiste en la production d'un grand nombre d'ovocytes de petite taille, par opposition à d'autres espèces produisant peu d'ovocytes mais de plus grande taille, la fécondité des petits ovocytes étant moindre. La production de gamètes a en général lieu en été, ce qui est très probablement dû à l'efflorescence algale à la surface des océans au printemps, qui va rapidement apporter une grande quantité de nutriments en profondeur et ainsi permettre cette activité très consommatrice en énergie. Le frai a ensuite lieu en janvier ou février. La fécondation donnera lieu à des larves lécithotrophiques, c'est-à-dire qui se nourrissent uniquement des ressources vitellines. Ces larves peuvent probablement parcourir d'assez longues distances, ce qui permet une bonne colonisation du milieu.

## Répartition et habitat
Bien que l'espèce soit connue depuis longtemps, son étude fut très limitée, en particulier à cause des importantes profondeurs auxquelles elle se trouve. Ils furent d'une certaine façon redécouverts au XXe siècle en particulier grâce aux explorations pétrolières, aux progrès des technologies dans les domaines du sondage acoustique et des sous-marins. Depuis, les découvertes de nouveaux récifs sont nombreuses, bien qu'encore principalement limitées aux pays développés ayant accès à de telles technologies.

### Habitat de prédilection
Les connaissances sur les besoins de Desmophyllum pertusum sont limitées, et de fait ses préférences sont principalement extrapolées en se basant sur sa répartition géographique. Si ce type de corail est souvent appelé corail d'eaux profondes, la profondeur (et donc la pression) ne semble pas être en soi un élément fondamental, ce qui est relativement visible au vu de la grande diversité de profondeurs dans lesquelles ces coraux se trouvent (entre 39 m dans le fjord de Trondheim et plus de 3 600 m sur la dorsale atlantique). Ainsi, si on trouve en général ces coraux à des profondeurs de 200 à 1 000 m, c'est principalement parce que les paramètres qu'ils apprécient se rencontrent principalement à ces profondeurs. La température semble être un paramètre plus déterminant, avec une préférence pour des températures relativement constantes autour de 6 et 8 °C, même s'ils tolèrent jusqu'à 4−13 °C. La salinité est aussi déterminante, les coraux se trouvant principalement dans des salinités comprises entre 35 et 37 ‰, mais pouvant supporter de 32 à près de 39 ‰. Un autre facteur important est un bon accès aux nutriments, ce qui implique à la fois la proximité avec des eaux productives en surface et des courants puissants permettant de transporter ces nutriments jusqu'au corail. Ces courants sont aussi importants pour éviter une trop forte sédimentation qui étoufferait les polypes. Ceci explique le fait que les récifs se forment souvent sur des reliefs ou dans des zones où le courant est canalisé dans des passages étroits. Enfin, les polypes ont besoin d'un support initial dur afin d'initier la formation de récif, que cela soit un sol rocheux ou même des substrats artificiels, tels que des épaves ou des plates-formes pétrolières.

### Répartition mondiale

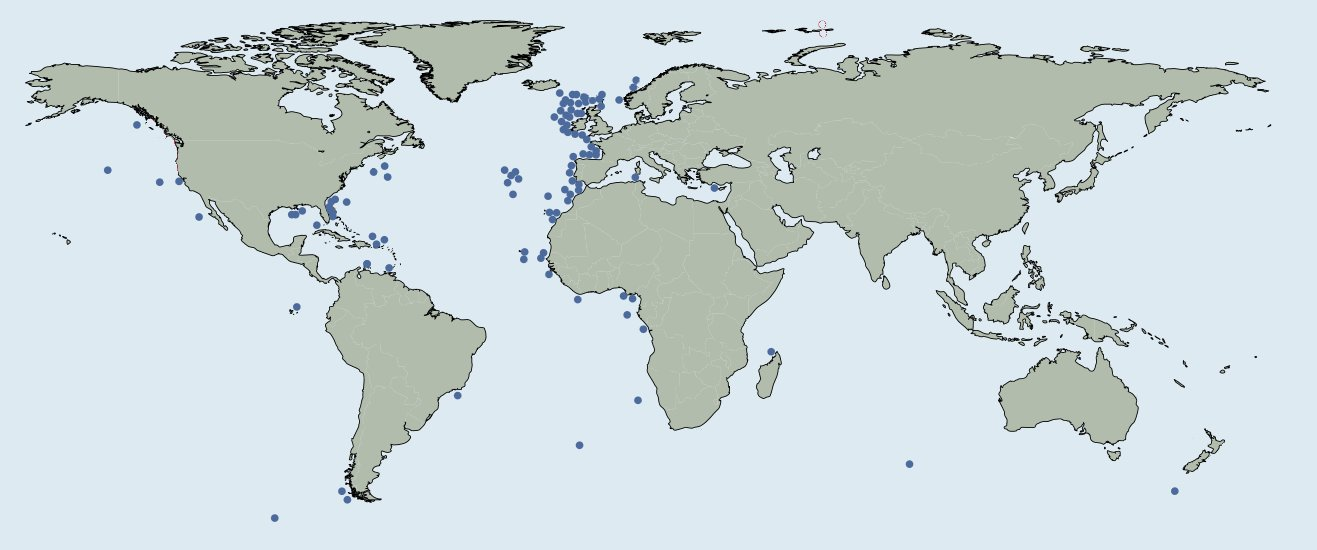
Répartition mondiale de Desmophyllum pertusum.

Desmophyllum pertusum est la plus répandue des espèces de coraux d'eau froide formant des récifs. Sa présence a été signalée presque dans le monde entier, principalement dans l'Atlantique nord-est mais aussi en Atlantique ouest, sur les côtes africaines, et même dans l'océan Indien et l'océan Pacifique. Elle est la plupart du temps située sur les marges continentales, exception faite de la Norvège, où le plateau continental accueille un grand nombre de récifs. Ce pays abrite d'ailleurs la plus forte densité découverte à ce jour, on estime en effet la surface du récif de Desmophyllum pertusum le long des côtes norvégiennes à environ 2 000 km2. On trouve ces récifs à la fois dans les fjords et sur le plateau continental. Ils sont alors souvent à des profondeurs relativement faibles, comme le récif le moins profond connu à ce jour à Tautra, au milieu du fjord de Trondheim, à une profondeur de 39 m. C'est aussi en Norvège que fut découvert en 2005 le plus grand récif connu, près de Røst, au sud-ouest des îles Lofoten, mesurant 43 km de long pour 7 de large.
L'âge de ces colonies permet de reconstituer l'évolution de la répartition de l'espèce depuis la dernière glaciation. Durant le maximum glaciaire, il y a 18 000 ans, des colonies de Desmophyllum pertusum se trouvaient dans la partie centrale de l'Atlantique nord-est, en mer Méditerranée et au nord ouest de l'Afrique. Entre 12 000 et 10 000 ans, le corail commença à coloniser l'Irlande et l'Angleterre, puis plus tard la Norvège, les plus anciens récifs du pays étant datés en moyenne de 8 600 ans. En parallèle, les récifs méditerranéens ont fortement régressé du fait de l'augmentation de température.

## Écologie

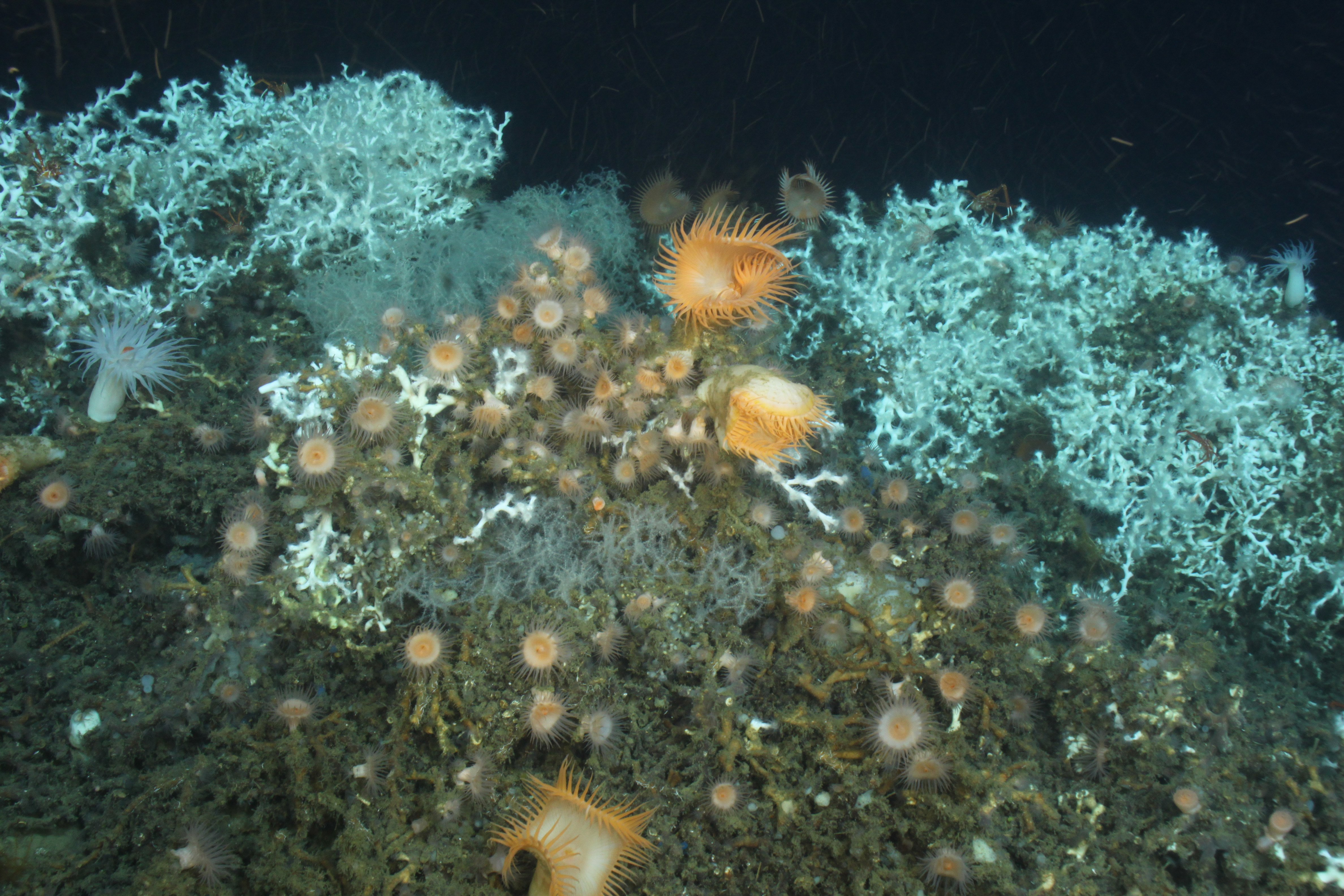
Desmophyllum pertusum et plusieurs anémones de mer

Comme tous les récifs de coraux, les récifs de Desmophyllum pertusum sont le support d'écosystèmes très riches. Il est même possible que les récifs d'eau froide soient aussi riches que les récifs tropicaux. Dans l'Atlantique nord-est, 1 317 espèces ont été trouvées associées à ces coraux, incluant un grand nombre d'espèces (en particulier de poissons) d'importance commerciale. De plus, ces récifs concentrent les individus et les espèces, la densité d'individus y étant très largement supérieure à celles des zones sans récifs. Ceci est lié à la structure tridimensionnelle complexe que forment ces coraux, contrastant nettement avec les alentours souvent peu structurés. Cette structure est importante pour les espèces y vivant car elle leur sert de refuge, de zone de ponte ainsi que de zone pour se nourrir, étant donné la concentration d'espèces.
Dans ces récifs, on peut distinguer trois zones : la zone vivante, la zone morte et la zone de débris. La zone vivante est en général une petite section du récif. Peu d'espèces vivent attachées en permanence à cette zone, le corail parvenant à l'empêcher, que cela soit par une sécrétion de mucus ou par une surproduction locale de calcaire, finissant par intégrer les organismes parasites à la structure même du corail. Parmi les exceptions notables, on peut citer le ver Serpulidae Eunice norvegica, qui forme une sorte de symbiose avec le corail : alors que le corail fournit protection au ver, le ver secrète des tubes qui vont servir de support à la calcification par le corail, consolidant ainsi la structure et aidant à son développement. La partie vivante est aussi attaquée par quelques parasites, tels que le foraminifère Hyrrokkin sarcophaga. Ce sont donc les organismes mobiles, tels que les oursins, les ophiures, les gastéropodes, les crustacés et les poissons qui constituent l'essentiel de la faune associée à cette zone.
La partie morte est la partie la plus riche en biodiversité du corail : c'est là que la plupart des espèces sont observées. On y trouve une très grande diversité d'individus, avec notamment, en plus des familles nommées ci-dessus, des gorgones, des anémones de mer, des étoiles de mer, des éponges, des hydrozoaires, des bivalves, des brachiopodes, et des ectoprotes. Enfin, les débris de coraux, même s'ils sont nettement moins riches que les zones coralliennes au sens strict, accueillent une richesse supérieure aux zones alentour dénuées de récif.

## Desmophyllum pertusumet l'homme

### Menaces

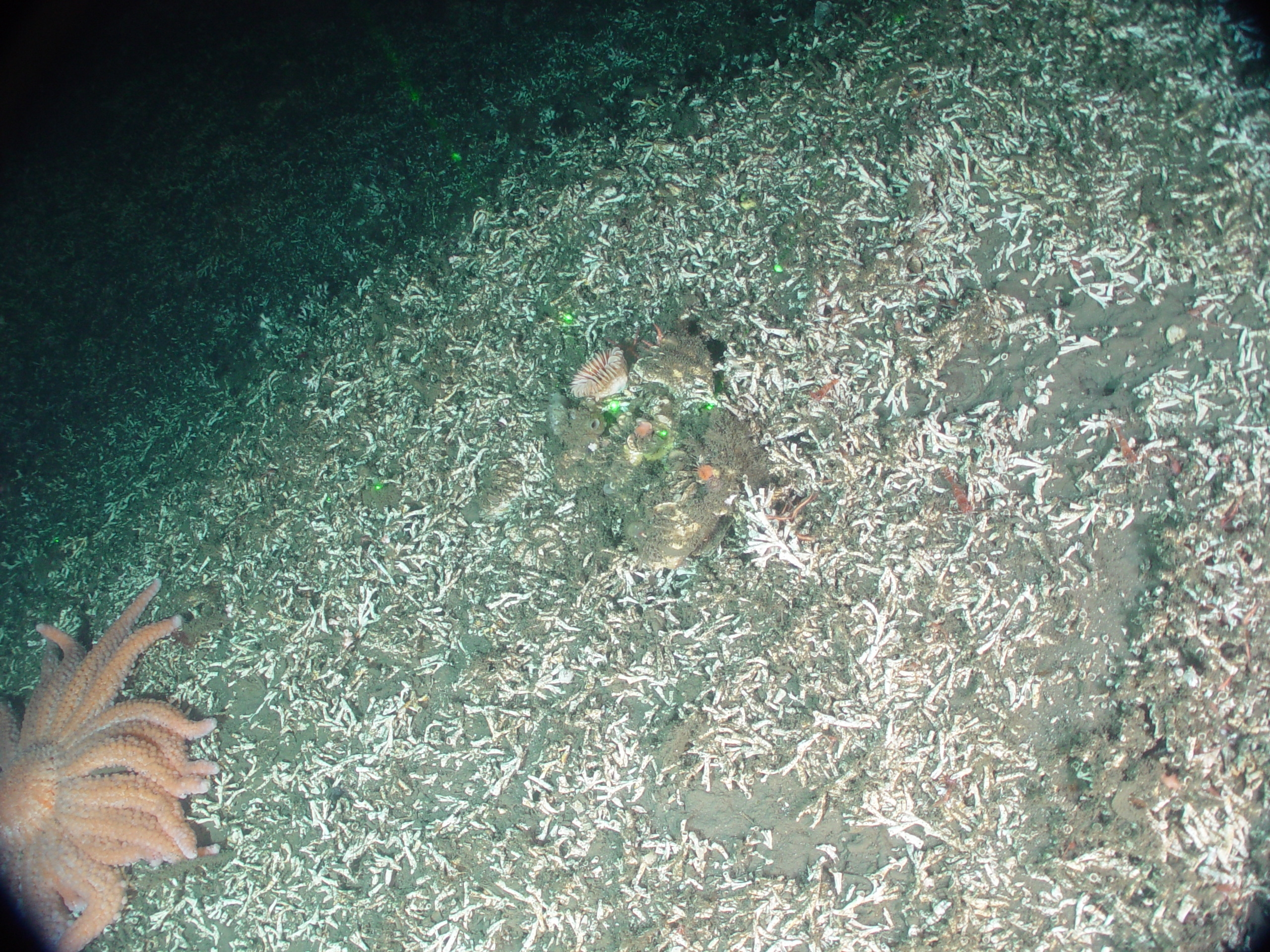
Un récif de Desmophyllum pertusum après le passage d'un chalutier de fond au large de la péninsule Olympique (État de Washington).

Les récifs de Desmophyllum pertusum sont en général situés à de grandes profondeurs, ce qui explique leur étude tardive, mais leur a aussi permis de se développer longtemps relativement loin de la menace des dégradations liées aux activités humaines. Cependant, ceci a bien changé avec le développement du chalutage profond, depuis approximativement la fin des années 1980, même si les chaluts évitent en général les coraux qui abîment les filets. Cet impact négatif fut par exemple remarqué par les pêcheurs à la ligne ou au filet norvégiens dans les années 1990. En effet, ils avaient l'habitude de poser leur lignes au plus près possible des coraux, ces sites étant connus comme plus prolifiques. Mais avec le chalutage, ils voyaient leur pêche s'amoindrir et ont fait part de leur remarque aux autorités norvégiennes. Des études détaillées ont effectivement montré que le chalutage affectait très fortement les récifs et il fut en particulier estimé que 30 à 50 % des récifs norvégiens ont été endommagés. D'autres études ont suivi près des autres sites de Desmophyllum pertusum connus et ont abouti à des conclusions similaires. Le problème vient du fait que les chaluts raclent le fond de la mer et arrachent ainsi des bouts de coraux ou parfois l'aplatissent, ce qui est aussi néfaste sachant que la principale raison de la richesse de ces milieux vient de leur structure tridimensionnelle. Ceci est d'autant plus dommageable que l'espèce a une croissance très lente et donc mettra énormément de temps à se réparer. De plus, les récifs semblent avoir besoin d'atteindre une certaine taille avant de devenir mature sexuellement et les récifs endommagés pourraient donc perdre leur performance reproductive.
Si le chalutage est de loin la principale menace de par sa plus grande ampleur, il en existe d'autres, parmi lesquelles on peut citer l'exploration pétrolière, le placement de câbles ou canalisations sous-marins, ou encore les dépôts de déchets en mer. Une autre menace est le réchauffement climatique qui présente un double impact sur les coraux : en élevant la température, il diminue la quantité de dioxygène dissous, et avec l'augmentation de dioxyde de carbone atmosphérique, le pH de l'eau peut diminuer, ce qui peut contrarier la fabrication du squelette du corail. Ce dernier point est aussi une des conséquences néfastes possibles de la séquestration géologique du dioxyde de carbone.

### Protection
La Norvège fut le premier pays d'Europe à protéger l'espèce en 1999, en interdisant la destruction intentionnelle de corail et demande de prendre des précautions près des sites connus où les coraux sont présents. En plus de cela, elle a désigné un certain nombre de récifs connus où il est totalement interdit de draguer le fond, le récif de Sula étant le premier à être protégé ainsi, mais cinq autres s'étant rajouté à la liste jusqu'en 2005. Le pays a aussi créé une aire marine protégée de Selligrunnen afin de protéger le récif de Tautra, ainsi que le parc national d'Ytre Hvaler fondé en 2009 pour protéger celui de Tisler. Ces deux récifs sont en effet particulièrement importants, étant respectivement le récif le moins profond et le plus grand récif côtier au monde. L'unique récif vivant de Suède, à Säcken, est lui aussi protégé par un parc national : le parc national de Kosterhavet, inauguré en même temps que le parc norvégien.
Avec l'augmentation des recherches et observations des récifs, la communauté scientifique s'est peu à peu inquiétée des menaces qui pèsent sur l'espèce, et avec cela sur tout un pan de l'écosystème marin. En février 2004, plus de 1 000 scientifiques et 69 pays ont lancé un appel à la protection des coraux d'eau froide. La convention internationale OSPAR a reconnu l'espèce comme de signification écologique très importante et l'a considérée comme actuellement menacée. La directive habitats de l'union européenne a inclus les récifs de Desmophyllum pertusum parmi les habitats devant être protégés, ce qui a par exemple abouti en 2007 à la décision d'interdire tout chalutage autour de quatre récifs de Desmophyllum pertusum en Irlande.
Un des problèmes dans ces mesures de protection est que plusieurs récifs se trouvent dans les eaux internationales où le principe de liberté d'exploitation prévaut.